# 蚂蚁堆乡
蚂蚁堆乡，是中华人民共和国云南省临沧市临翔区下辖的一个乡镇级行政单位。

## 行政区划
蚂蚁堆乡下辖以下地区：
蚂蚁堆村、一水村、马峰腰村、邦海村、曼毫村、新民村、小河边村、曼启村、杏勒村、忙糯村、邦谷村、白河村、遮奈村和糯恩村。